# Partecipanti alla Freccia Vallone 2023
Elenco dei partecipanti alla Freccia Vallone 2023.
La Freccia Vallone 2023 è stata l'ottantasettesima edizione della corsa. Alla competizione presero parte venticinque squadre: le diciotto con licenza UCI World Tour 2023 e sette dell'UCI ProTeam.
Ciascuna delle squadre è composta da sette ciclisti, per un totale di 175 ciclisti accreditati alla partenza.

## Corridori per squadra
Nota: R ritirato, NP non partito, FT fuori tempo, SQ squalificato
| Israel-Premier Tech      | Israel-Premier Tech        | Israel-Premier Tech      | Movistar Team         | Movistar Team         | Movistar Team         | Bora-Hansgrohe       | Bora-Hansgrohe       | Bora-Hansgrohe       |
| ------------------------ | -------------------------- | ------------------------ | --------------------- | --------------------- | --------------------- | -------------------- | -------------------- | -------------------- |
| N°                       | Ciclista                   | Clas.                    | N°                    | Ciclista              | Clas.                 | N°                   | Ciclista             | Clas.                |
| 1                        | Michael Woods              | 4°                       | 11                    | Enric Mas             | 17°                   | 21                   | Sergio Higuita       | 77°                  |
| 2                        | Guillaume Boivin           | 131°                     | 12                    | Ruben Guerreiro       | 30°                   | 22                   | Giovanni Aleotti     | 92°                  |
| 3                        | Simon Clarke               | 82°                      | 13                    | Alex Aranburu         | 13°                   | 23                   | Nico Denz            | 67°                  |
| 4                        | Hugo Houle                 | R                        | 14                    | Jorge Arcas           | 89°                   | 24                   | Patrick Gamper       | 136°                 |
| 5                        | Daryl Impey                | 129°                     | 15                    | Gorka Izagirre        | 85°                   | 25                   | Jai Hindley          | NP                   |
| 6                        | Krists Neilands            | 139°                     | 16                    | José Joaquín Rojas    | 127°                  | 26                   | Ide Schelling        | R                    |
| 7                        | Nick Schultz               |                          | 17                    | Gonzalo Serrano       |                       | 27                   | Ben Zwiehoff         |                      |
| Soudal Quick-Step110°    | Soudal Quick-Step110°      | Soudal Quick-Step110°    | Lotto Dstny52°        | Lotto Dstny52°        | Lotto Dstny52°        | Ineos Grenadiers117° | Ineos Grenadiers117° | Ineos Grenadiers117° |
| N°                       | Ciclista                   | Clas.                    | N°                    | Ciclista              | Clas.                 | N°                   | Ciclista             | Clas.                |
| 31                       | Andrea Bagioli             | 38°                      | 41                    | Maxim Van Gils        | 8°                    | 51                   | Thomas Pidcock       | 18°                  |
| 32                       | Dries Devenyns             | 102°                     | 42                    | Pascal Eenkhoorn      | 121°                  | 52                   | Omar Fraile          | 83°                  |
| 33                       | James Knox                 | 40°                      | 43                    | Andreas Kron          | 101°                  | 53                   | Michał Kwiatkowski   | 115°                 |
| 34                       | Mauro Schmid               | 16°                      | 44                    | Sylvain Moniquet      | 50°                   | 54                   | Magnus Sheffield     | 58°                  |
| 35                       | Pieter Serry               | 57°                      | 45                    | Mathijs Paasschens    | 100°                  | 55                   | Connor Swift         | 134°                 |
| 36                       | Ilan Van Wilder            | 14°                      | 46                    | Harry Sweeny          | 123°                  | 56                   | Joshua Tarling       | R                    |
| 37                       | Louis Vervaeke             | 74°                      | 47                    | Lennert Van Eetvelt   | 22°                   | 57                   | Cameron Wurf         | R                    |
| Bahrain Victorious       | Bahrain Victorious         | Bahrain Victorious       | EF Education-EasyPost | EF Education-EasyPost | EF Education-EasyPost | Groupama-FDJ         | Groupama-FDJ         | Groupama-FDJ         |
| N°                       | Ciclista                   | Clas.                    | N°                    | Ciclista              | Clas.                 | N°                   | Ciclista             | Clas.                |
| 61                       | Mikel Landa                | 3°                       | 71                    | Ben Healy             | 32°                   | 81                   | David Gaudu          | R                    |
| 62                       | Pello Bilbao               | 91°                      | 72                    | Andrey Amador         | 135°                  | 82                   | Kevin Geniets        | 124°                 |
| 63                       | Filip Maciejuk             | R                        | 73                    | Esteban Chaves        | 20°                   | 83                   | Matthieu Ladagnous   | R                    |
| 64                       | Gino Mäder                 | 34°                      | 74                    | Andrea Piccolo        | 109°                  | 84                   | Valentin Madouas     | 24°                  |
| 65                       | Fran Miholjević            | R                        | 75                    | Neilson Powless       | R                     | 85                   | Rudy Molard          | 37°                  |
| 66                       | Matej Mohorič              | 23°                      | 76                    | Sean Quinn            | 114°                  | 86                   | Quentin Pacher       | 46°                  |
| 67                       | Wout Poels                 | 47°                      | 77                    | James Shaw            | R                     | 87                   | Lars van den Berg    | 73°                  |
| Team Arkéa-Samsic        | Team Arkéa-Samsic          | Team Arkéa-Samsic        | TotalEnergies         | TotalEnergies         | TotalEnergies         | Jumbo-Visma          | Jumbo-Visma          | Jumbo-Visma          |
| N°                       | Ciclista                   | Clas.                    | N°                    | Ciclista              | Clas.                 | N°                   | Ciclista             | Clas.                |
| 91                       | Warren Barguil             | 10°                      | 101                   | Fabien Grellier       | 130°                  | 111                  | Tiesj Benoot         | 7°                   |
| 92                       | Louis Barré                | 48°                      | 102                   | Thomas Bonnet         | 68°                   | 112                  | Lennard Hofstede     | R                    |
| 93                       | Clément Champoussin        | 69°                      | 103                   | Mathieu Burgaudeau    | 28°                   | 113                  | Gijs Leemreize       | 122°                 |
| 94                       | Anthony Delaplace          | 95°                      | 104                   | Valentin Ferron       | 51°                   | 114                  | Sam Oomen            | 59°                  |
| 95                       | Simon Guglielmi            | 72°                      | 105                   | Alan Jousseaume       | 61°                   | 115                  | Attila Valter        | 11°                  |
| 96                       | Mathis Le Berre            | 107°                     | 106                   | Paul Ourselin         | 65°                   | 116                  | Tosh Van Der Sande   | 99°                  |
| 97                       | Łukasz Owsian              | 106°                     | 107                   | Mattéo Vercher        | 145°                  | 117                  | Jos van Emden        | 90°                  |
| UAE Team Emirates        | UAE Team Emirates          | UAE Team Emirates        | AG2R Citroën Team     | AG2R Citroën Team     | AG2R Citroën Team     | Team Jayco AlUla     | Team Jayco AlUla     | Team Jayco AlUla     |
| N°                       | Ciclista                   | Clas.                    | N°                    | Ciclista              | Clas.                 | N°                   | Ciclista             | Clas.                |
| 121                      | Tadej Pogačar              | 1°                       | 131                   | Benoît Cosnefroy      | NP                    | 141                  | Lawson Craddock      | 113°                 |
| 122                      | George Bennett             | 112°                     | 132                   | Alex Baudin           | 29°                   | 142                  | Alexandre Balmer     | 56°                  |
| 123                      | Felix Großschartner        | 119°                     | 133                   | Mikaël Cherel         | 43°                   | 143                  | Kevin Colleoni       | 138°                 |
| 124                      | Marc Hirschi               | 80°                      | 134                   | Lawrence Naesen       | R                     | 144                  | Felix Engelhardt     | 97°                  |
| 125                      | Vegard Stake Laengen       | R                        | 135                   | Michael Schär         | 118°                  | 145                  | Tsgabu Grmay         | 55°                  |
| 126                      | Diego Ulissi               | 71°                      | 136                   | Bastien Tronchon      | 78°                   | 146                  | Jan Maas             | 86°                  |
| 127                      | Michael Vink               | R                        | 137                   | Lawrence Warbasse     | 53°                   | 147                  | Matteo Sobrero       | 21°                  |
| Intermarché-Circus-Wanty | Intermarché-Circus-Wanty   | Intermarché-Circus-Wanty | Cofidis               | Cofidis               | Cofidis               | Trek-Segafredo       | Trek-Segafredo       | Trek-Segafredo       |
| N°                       | Ciclista                   | Clas.                    | N°                    | Ciclista              | Clas.                 | N°                   | Ciclista             | Clas.                |
| 151                      | Lilian Calmejane           | 87°                      | 161                   | Jesús Herrada         | 31°                   | 171                  | Giulio Ciccone       | 5°                   |
| 152                      | Dries De Pooter            | R                        | 162                   | José Herrada          | 84°                   | 172                  | Julien Bernard       | R                    |
| 153                      | Kobe Goossens              | 25°                      | 163                   | Ion Izagirre          | 27°                   | 173                  | Tony Gallopin        | 94°                  |
| 154                      | Tom Paquot                 | 140°                     | 164                   | Victor Lafay          | 6°                    | 174                  | Markus Hoelgaard     | R                    |
| 155                      | Lorenzo Rota               | 33°                      | 165                   | Jonathan Lastra       | 63°                   | 175                  | Mattias Skjelmose    | 2°                   |
| 156                      | Dion Smith                 | 120°                     | 166                   | Guillaume Martin      | 36°                   | 176                  | Juan Pedro López     | 45°                  |
| 157                      | Georg Zimmermann           | 116°                     | 167                   | Anthony Perez         | 103°                  | 177                  | Bauke Mollema        | 62°                  |
| Uno-X Pro Cycling Team   | Uno-X Pro Cycling Team     | Uno-X Pro Cycling Team   | Astana Qazaqstan Team | Astana Qazaqstan Team | Astana Qazaqstan Team | Team DSM             | Team DSM             | Team DSM             |
| N°                       | Ciclista                   | Clas.                    | N°                    | Ciclista              | Clas.                 | N°                   | Ciclista             | Clas.                |
| 181                      | Tobias Halland Johannessen | 15°                      | 191                   | Aleksej Lucenko       | 49°                   | 201                  | Romain Bardet        | 9°                   |
| 182                      | Martin Urianstad           | 108°                     | 192                   | Samuele Battistella   | 105°                  | 202                  | Romain Combaud       | 111°                 |
| 183                      | Anthon Charmig             | 104°                     | 193                   | David de la Cruz      | 76°                   | 203                  | Matthew Dinham       | 39°                  |
| 184                      | Fredrik Dversnes           | 133°                     | 194                   | Gianni Moscon         | R                     | 204                  | Sean Flynn           | R                    |
| 185                      | Anders Johannessen         | 146°                     | 195                   | Aljaksandr Rabušėnka  | R                     | 205                  | Leon Heinschke       | 147°                 |
| 186                      | Jacob Hindsgaul            | 128°                     | 196                   | Christian Scaroni     | 126°                  | 206                  | Tim Naberman         | R                    |
| 187                      | Jonas Gregaard             | 60°                      | 197                   | Simone Velasco        | 79°                   | 207                  | Oscar Onley          | 42°                  |
| Alpecin-Deceuninck       | Alpecin-Deceuninck         | Alpecin-Deceuninck       | Equipo Kern Pharma    | Equipo Kern Pharma    | Equipo Kern Pharma    | Bingoal WB           | Bingoal WB           | Bingoal WB           |
| N°                       | Ciclista                   | Clas.                    | N°                    | Ciclista              | Clas.                 | N°                   | Ciclista             | Clas.                |
| 211                      | Quinten Hermans            | 19°                      | 221                   | Roger Adrià           | 12°                   | 231                  | Lennert Teugels      | 70°                  |
| 212                      | Tobias Bayer               | 125°                     | 222                   | Héctor Carretero      | R                     | 232                  | Alexis Guérin        | 90°                  |
| 213                      | Jimmy Janssens             | R                        | 223                   | Francisco Galván      | 88°                   | 233                  | Johan Meens          | 144°                 |
| 214                      | Søren Kragh Andersen       | 81°                      | 224                   | Raúl García Pierna    | 143°                  | 234                  | Julian Mertens       | R                    |
| 215                      | Jason Osborne              | 41°                      | 225                   | Pau Miquel            | 54°                   | 235                  | Rémy Mertz           | 93°                  |
| 216                      | Robert Stannard            | 26°                      | 226                   | Ibon Ruiz             | R                     | 236                  | Marco Tizza          | 75°                  |
| 217                      | Fabio Van Den Bossche      | 137°                     | 227                   | Danny van der Tuuk    | 96°                   | 237                  | Luca Van Boven       | 66°                  |
| Burgos-BH                |                            |                          |                       |                       |                       |                      |                      |                      |
| N°                       | Ciclista                   | Clas.                    |                       |                       |                       |                      |                      |                      |
| 241                      | Pelayo Sánchez             | 64°                      |                       |                       |                       |                      |                      |                      |
| 242                      | Clément Alleno             | 142°                     |                       |                       |                       |                      |                      |                      |
| 243                      | Jetse Bol                  | 141°                     |                       |                       |                       |                      |                      |                      |
| 244                      | José Manuel Díaz           | 132°                     |                       |                       |                       |                      |                      |                      |
| 245                      | Alejandro Franco           | R                        |                       |                       |                       |                      |                      |                      |
| 246                      | Victor Langellotti         | 35°                      |                       |                       |                       |                      |                      |                      |
| 247                      | Ander Okamika              | 44°                      |                       |                       |                       |                      |                      |                      |